# Територијални интегритет
Територијални интегритет, познато још и као територијална цјеловитост или територијална неприкосновеност, принцип је међународног јавног права, према коме је територија државе неповредива од задирања других држава употребом војне силе или пријетње силом.
Начело територијалног интегритета државе је први пут установљено у ставу 4 члана 2 Повеље Уједињених нација и касније развијено у Декларацији о јачању међународне безбједности. У декларацији је констатована неприхватљивост војне окупације као посљедице употребе силе, као и неприхватљивост насилних дејстава усмјерених на стицање територије друге државе.
Постоји одређено противрјечје између принципа територијалног интегритета и права народа на самоопредјељење.
Према Декларацији о принципима међународног права, „Свака држава ће се уздржати од сваког дејства које има за циљ дјелимично или потпуно нарушавање националног јединства и територијалног интегритета било које друге државе или земље” (принцип територијалног интегритета). Истим међународним актом утврђено је у експозеу Принципи равноправности и самоопредјељења народа сљедеће: „ништа не треба тумачити као давање овлашћења или подстицање било каквог дејства које би довело до распарчавања или дјелимичног или потпуног нарушавања територијалног интегритета или политичког јединства суверених и независних држава, које у свом дјеловању поштују принцип равноправности и самоопредјељења народа.” Може се закључити да принцип територијалног интегритета није примјенљив на државе које не обезбјеђују равноправност народа који у њој живе и не дозвољавају слободно самоопредјељење тих народа. Поред тога, ова декларација, иако непосредно забрањује дејства која воде ка распаду државе, не забрањују признавање нових држава које су се једнострано изашле из састава других држава.